# Anouk Vetter
Anouk Vetter (Amsterdam, 4 febbraio 1993) è una multiplista olandese.

## Palmarès
| Anno | Manifestazione  | Sede           | Evento     | Risultato | Prestazione | Note                                     |
| ---- | --------------- | -------------- | ---------- | --------- | ----------- | ---------------------------------------- |
| 2012 | Mondiali U20    | Barcellona     | Eptathlon  | dnf       | dnf         |                                          |
| 2013 | Europei U23     | Tampere        | Eptathlon  | dnf       | dnf         |                                          |
| 2014 | Europei         | Zurigo         | Eptathlon  | 7ª        | 6 281 p.    |                                          |
| 2015 | Europei indoor  | Praga          | Pentathlon | 8ª        | 4 548 p.    |                                          |
| 2015 | Mondiali        | Pechino        | Eptathlon  | 12ª       | 6 267 p.    |                                          |
| 2016 | Europei         | Amsterdam      | Eptathlon  | Oro       | 6 626 p.    | Miglior prestazione personale            |
| 2016 | Giochi olimpici | Rio de Janeiro | Eptathlon  | 10ª       | 6 394 p.    |                                          |
| 2017 | Mondiali        | Londra         | Eptathlon  | Bronzo    | 6 636 p.    | Record nazionale                         |
| 2018 | Europei         | Berlino        | Eptathlon  | 5ª        | 6 414 p.    |                                          |
| 2019 | Europei indoor  | Glasgow        | Pentathlon | dnf       | dnf         |                                          |
| 2019 | Mondiali        | Doha           | Eptathlon  | dnf       | dnf         |                                          |
| 2021 | Giochi olimpici | Tokyo          | Eptathlon  | Argento   | 6 689 p.    | Record nazionale                         |
| 2022 | Mondiali        | Eugene         | Eptathlon  | Argento   | 6 867 p.    | Record nazionale                         |
| 2022 | Europei         | Monaco         | Eptathlon  | dnf       | dnf         |                                          |
| 2023 | Mondiali        | Budapest       | Eptathlon  | Bronzo    | 6 501 p.    | Miglior prestazione personale stagionale |
| 2024 | Giochi olimpici | Parigi         | Eptathlon  | dnf       | dnf         |                                          |